# Lokalt acyklisk morfism
Inom matematiken säges en morfism {\displaystyle f:X\to S} av scheman vara lokalt acyklisk om, ungefärligt sagt, kärve på S och dess restriktion till X genom f har lokalt samma étalekohomologi. Exempelvis är en slät morfism universellt lokalt acyklisk.